# Орден Калакауа I
Королевский орден Калакауа I (гав. Kalākaua I e Hookanaka) — государственная награда Королевства Гавайи.

## История

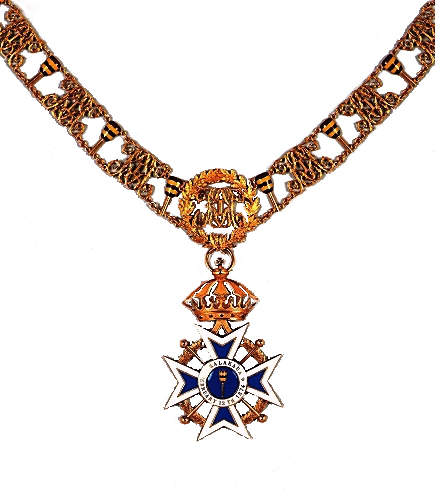
Цепь и знак ордена

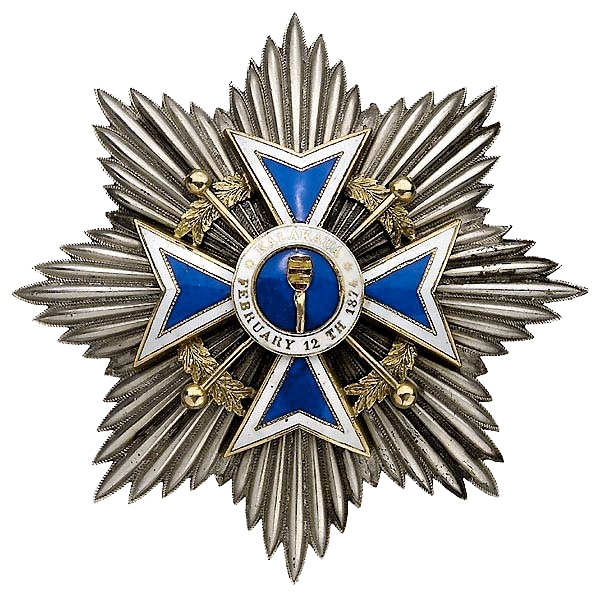
Звезда ордена

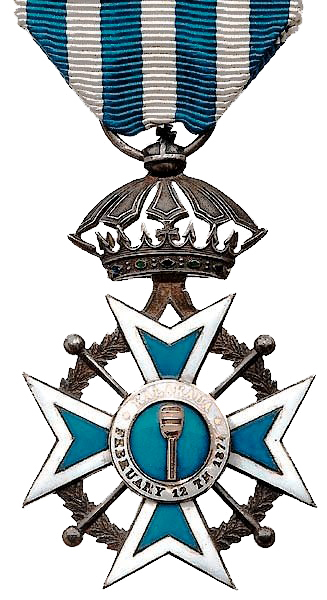
Знак компаньона

Учреждён королём Калакауа 28 сентября 1875 года в память своего избрания на гавайский престол 12 февраля 1874 года. Вручался за выдающиеся заслуги перед государством и королём.
Орден состоял из четырёх степеней с ограниченным числом одновременно состоящих в ордене:
- кавалер Большого креста — 12 человек,
- великий офицер — 20 человек,
- командор — 30 человек,
- кавалер (компаньон) — 60 человек.

В качестве высшей степени отличия главам государств могла вручаться орденская цепь.
При принятии в орден кавалеры-гавайцы должны были уплатить взнос: кавалеры Большого креста — 150 долларов, великие офицеры — 125 долларов, командоры — 100 долларов, кавалеры — 50 долларов. Иностранцы были освобождены от выплат.
Известное число награждений — 255 человек:
- кавалеров Большого креста с цепью — 1 человек (принц Уэльский),
- кавалеров Большого креста — 37 человек,
- великих офицеров — 49 человек,
- командоров — 95 человек (1 награждение аннулировано 11 сентября 1885 года),
- кавалеров — 73 человека.

Сам король Калакауа в день учреждения ордена возложил на себя знаки Большого креста с цепью.
Гавайские королевы и принцессы королевской крови имели право на ношение знаков Большого креста ордена, но при этом не считались членами ордена.
Ежегодно 12 февраля для решения орденских дел и обсуждения новых кандидатов собирался Большой совет ордена из всех наличных на острове Гавайи членов ордена. Пропустившим собрание без уважительных причин присуждался штраф в 20 долларов.
После свержения монархии в январе 1893 года все королевские награды были упразднены.

## Знаки ордена
Цепь — золотая, состоящая из чередующихся звеньев двух видов: монограммы короля Калакауа (двойная литера «К» и римская цифра «I») и кахили тёмно-красной и жёлтой эмали. Звенья соединены золотыми колечками и замыкаются центральным звеном в виде монограммы короля Калакауа, заключённой в лавровый венок. К центральному звену подвешивается знак Большого креста.
Знак — мальтийский крест синей эмали с широким ободком белой эмали. В углах креста золотые лавровые ветви, образующие венок, и исходящие из центра креста золотые пулоу-лоу. В центре лицевой стороны креста круглый медальон синей эмали с широким ободком белой эмали. В центре медальона — золотой кахили тёмно-красной и жёлтой эмали. На ободке золотые надписи «KALAKAUA» в верхней части и «FEBRUARY 12TH 1874» в нижней, разделённые двумя звёздочками. На оборотной стороне креста такой же медальон, с датой в центре — «1874», на ободке — надпись «KEOLA» в верхней части и две лавровые ветви внизу, отделённые от надписи двумя звёздочками.
Крест увенчан королевской короной, имеющей в верхней части ушко с кольцом, через которое пропускается орденская лента. Знаки кавалеров — серебряные, остальных степеней — золотые.
Звезда Большого креста — серебряная восьмиконечная. На центр звезды наложен орденский крест большого размера.
Звезда великого офицера — с 1879 года такая же, как для Большого креста. До 1879 года в центре звезды помещался орденский крест с медальоном оборотной стороны.
Лента Большого креста — шёлковая муаровая синего цвета.
Лента младших степеней — шёлковая муаровая синего цвета с узкими белыми полосками по краям и тремя белыми полосами на равном расстоянии друг от друга и краёв.
Кавалеры Большого креста носили знак ордена на широкой ленте через правое плечо и звезду на левой стороне груди, великие офицеры — только звезду на левой стороне груди, командоры — знак ордена на узкой ленте на шее, кавалеры — знак ордена малого размера на узкой ленте на левой стороне груди.